# Joan Planellas i Barnosell
Joan Planellas Barnosell (Girona, 7 de novembre de 1955) és un bisbe catòlic català. El 4 de maig de 2019 fou nomenat arquebisbe de Tarragona.

## Biografia
Nascut a Girona però criat a Verges on va fer els estudis bàsics a l'Escola Pública de la localitat. Va cursar els estudis de Batxillerat al Seminari Menor Diocesà de Girona del 1968 al 1973 i el Curs d'Orientació Universitària (COU) a l'Institut «Vicens Vives» de Girona. Durant el Curs 1974-75 va fer el Curs propedèutic al Seminari Major de Girona, a més de treballar com a auxiliar administratiu en una empresa de la construcció. Des del 1975 al 1979 fa els estudis filosòfico-teològics al mateix Seminari Major de Girona i en trienni 1979-1981 la Llicenciatura en teologia a la Pontifícia Universitat Gregoriana de Roma. Del 2002 al 2004 va realitzar, a la mateixa Pontifícia Universitat Gregoriana de Roma la tesi doctoral en teologia. La seva tesi doctoral tractà de les reformes del Concili Vaticà II que va portar la renovació de l'Església i al diàleg amb la societat contemporània.
Fou ordenat diaca a l'església parroquial de Verges el 1981 i de prevere a l'església parroquial de Santa Maria de Banyoles el 1982. Vicari de la parròquia de Santa Maria dels Turers de Banyoles 1982-1983 i de Sant Martí de Palafrugell del 1984 al 1988, càrrec que compagina amb el de professor de teologia del Seminari de Girona (assignatures Ministeri Ordenat i Tractat de Fe) del 1985 al 1988. El 1988 és nomenat vicari de la Parròquia de Sant Narcís de Girona on hi exerceix fins al 1990, quan és nomenat Administrador Parroquial de Grions, Gaserans i Massanes i posteriorment rector de les parròquies de Navata, Lladó, Cabanelles, Espinavessa, Taravaus, Vilademires, Sant Martí Sesserres i l'Estela. Va ser nomenat rector del Seminari de Girona el 1996. Des del 1997 al 1999 tabé va ser rector de les parròquies de Sant Miquel de Fluvià, Sant Mori i Vilamacolum i del 1999 al 2019 rector del Santuari de la Font Santa, de Jafre i de Garrigoles. Del 2005 al 2008 fou rector de Vilopriu i Gaüses i fins al dia de la promoció a l'episcopat fou rector de Colomers, Foixà, Rupià, La Tallada i Marenyà. El 2008 el bisbe Carles Soler i Perdigó el va nomenar canonge de la Catedral de Girona. El 4 de maig del 2019 va ser nomenat Arquebisbe de Tarragona, Metropolità i Primat pel papa Francesc, rebent l'ordenació episcopal i prenent possessió de la seu tarragonina el dia 8 de juny del mateix any.
Ha estat Director del Institut de Teologia de Girona des del 1988 al 1996, director del Institut Superior de Ciències Religioses de Girona fins al 1998, en l'època del bisbe Jaume Camprodon i Rovira. Professor a la Facultat de Teologia de Catalunya, el 2010 fou nomenat Vice-degà de la mateixa Facultat. Des del 2015 en va ser el degà, un cop integrada a l'Ateneu Universitari Sant Pacià de Barcelona.
El 4 de maig de 2019 fou nomenat pel Papa Francesc com a nou arquebisbe de Tarragona, en substitució de Jaume Pujol Balcells que el febrer anterior havia presentat la renúncia a l'haver complert 75 anys tal com marca el codi de dret canònic. L'ordenació episcopal i presa de possessió canònica es feu el 8 de juny a la Catedral de Tarragona. El seu lema és «Spiritus iuvenem facit Ecclesiam» («L'Esperit fa jove l'Església»), inspirat en una frase de la Constitució dogmàtica Lumen gentium 4, del Concili Vaticà II.

## Llista dels Arquebisbes de Tarragona
Arquebisbes de Tarragona